# Swaffham
Swaffham (/ˈswɒfəm/) é uma cidade e paróquia localizada no condado de Norfolk. Está situada a 19 quilómetros a leste de King's Lynn e a 50 quilómetros a oeste de Norwich.
A cidade tem uma área de 29,6 km2 e, no censo de 2001, tinha uma população de 6.935 habitantes em 3.130 agregados familiares, que aumentou para 7.258, em 3.258 agregados familiares, no censo de 2011. Para efeitos da administração local, a freguesia pertence ao distrito de Breckland.

## História
O nome da cidade deriva do inglês antigo Swǣfa hām = “propriedade dos alamanos”.
Nos séculos XIV e XV, Swaffham contava com uma indústria emergente de ovelhas e lã. Como resultado desta prosperidade, recebeu o título de cidade-mercantil. A cruz do mercado foi construída por George Walpole, 3.º Conde de Orford, e oferecida à cidade em 1783. No topo encontra-se a estátua de Ceres, a deusa romana das colheitas.
O Museu de Swaffham é um pequeno museu independente de história social de Swaffham e das aldeias circundantes em Norfolk, desde a Idade da Pedra até à atualidade. Tem cinco galerias que exibem a história e a geologia locais.
Em 23 de novembro de 1981, Swaffham foi atingida por um tornado de magnitude F1 na escala Fujita.

## Clima
Tal como no resto das Ilhas Britânicas e Ânglia Oriental, Swaffham apresenta um clima marítimo com verões frescos e invernos moderados. Os extremos de temperatura na área de Swaffham-Marham variam entre 34,8 °C  em agosto de 1990 e -16,7 °C em fevereiro de 1956. As temperaturas mais altas e mais baixas registadas na última década foram 34,6 °C em agosto de 2003 e -10,3 °C  em janeiro de 2010.
| Dados climatológicos para RAF Marham (1991–2000) | Dados climatológicos para RAF Marham (1991–2000) | Dados climatológicos para RAF Marham (1991–2000) | Dados climatológicos para RAF Marham (1991–2000) | Dados climatológicos para RAF Marham (1991–2000) | Dados climatológicos para RAF Marham (1991–2000) | Dados climatológicos para RAF Marham (1991–2000) | Dados climatológicos para RAF Marham (1991–2000) | Dados climatológicos para RAF Marham (1991–2000) | Dados climatológicos para RAF Marham (1991–2000) | Dados climatológicos para RAF Marham (1991–2000) | Dados climatológicos para RAF Marham (1991–2000) | Dados climatológicos para RAF Marham (1991–2000) | Dados climatológicos para RAF Marham (1991–2000) |
| Mês                                              | Jan                                              | Fev                                              | Mar                                              | Abr                                              | Mai                                              | Jun                                              | Jul                                              | Ago                                              | Set                                              | Out                                              | Nov                                              | Dez                                              | Ano                                              |
| ------------------------------------------------ | ------------------------------------------------ | ------------------------------------------------ | ------------------------------------------------ | ------------------------------------------------ | ------------------------------------------------ | ------------------------------------------------ | ------------------------------------------------ | ------------------------------------------------ | ------------------------------------------------ | ------------------------------------------------ | ------------------------------------------------ | ------------------------------------------------ | ------------------------------------------------ |
| Temperatura média alta (°C)                      | 7,2                                              | 8,0                                              | 10,7                                             | 13,9                                             | 17,1                                             | 19,9                                             | 22,5                                             | 22,3                                             | 19,2                                             | 14,9                                             | 10,4                                             | 7,5                                              | 14,5                                             |
| Temperatura média baixa (°C)                     | 1,1                                              | 1,1                                              | 2,6                                              | 4,5                                              | 7,4                                              | 10,4                                             | 12,4                                             | 12,3                                             | 10,1                                             | 7,3                                              | 3,7                                              | 2,4                                              | 6,2                                              |
| Dias com precipitação                            | 11,6                                             | 10,3                                             | 9,4                                              | 9,1                                              | 8,6                                              | 10,0                                             | 9,3                                              | 9,4                                              | 8,9                                              | 11,0                                             | 12,3                                             | 11,7                                             | 121,6                                            |
| Insolação (h)                                    | 56,9                                             | 78,2                                             | 112,0                                            | 169,1                                            | 209,4                                            | 194,0                                            | 211,3                                            | 192,2                                            | 145,2                                            | 107,6                                            | 68,9                                             | 51,5                                             | 15 961                                           |
| Fonte: Met Office                                |                                                  |                                                  |                                                  |                                                  |                                                  |                                                  |                                                  |                                                  |                                                  |                                                  |                                                  |                                                  |                                                  |

## Energia eólica

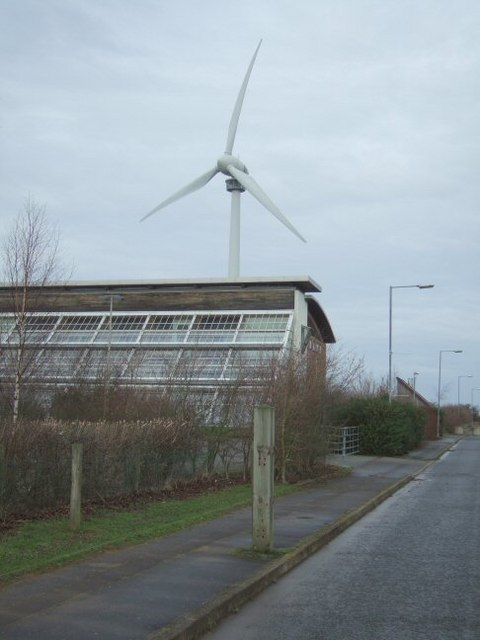
Ecotech de Swaffham

Atualmente, a cidade é conhecida pela presença de duas grandes turbinas eólicas Enercon E-66. A primeira delas entrou em funcionamento em 1999 e a segunda em 2003. Em conjunto, geram mais de três megawatts. A primeira das turbinas eólicas a ser construída foi uma Enercon E66/1500 com uma capacidade de produção de 1,5 MW, 67 metros de altura da nacele e 66 metros de diâmetro do rotor. Foi também construído um deque de observação, que esteve aberto ao público durante os anos 2000 e 2010, sendo a única turbina eólica no mundo a ter uma instalação deste género.

## Personalidades
- Howard Carter, arqueologista, descobridor da tumba de Tutancâmon
- Stephen Fry, ator e escritor